# تاسيملتون
تاسيملتون(Tasimelteon) ، الذي يُباع تحت الاغسم التجاري هيتليوز (Hetlioz)من بين أسماء أخرى، هو دواء يستخدم لعلاج اضطراب النوم و الاستيقاظ المتكرر على مدار 24 ساعة.  و يؤخذ عن طريق الفم قبل النوم بساعة.   قد تستغرق الفوائد شهورًا حتى تحدث. 
وتشمل الآثار الجانبية الشائعة لهذا العقار على: الصداع، و النعاس، و الغثيان، و الدوخة.  أما السلامة أثناء الحمل فغير واضحة.  و هو يعمل عن طريق تنشيط مستقبل الميلاتونين . 
تمت الموافقة على استخدام دواء تاسيملتيون في الولايات المتحدة في عام 2014 و بعدها في أوروبا في عام 2015.   في الولايات المتحدة تبلغ التكلفة حوالي 23000 دولار أمريكي شهريًا اعتبارًا من عام 2021.  و على الرغم من اعتماده في أوروبا و توافره في ألمانيا، إلا أنه لم يتم بيعه في المملكة المتحدة اعتبارًا من عام 2021. 